# Ernest Brisson
Pour les articles homonymes, voir Brisson.
Ernest Brisson (né le 22 février 1806 et mort à une date et en un lieu inconnus) est un auteur dramatique français.

## Biographie
Rédacteur au Faisceau des communes, revue mensuelle, politique, administrative et judiciaire de l'Yonne, de la Côte-d'Or et de Saône-et-Loire (1839), puis au Faisceau des réformistes à Paris (1846), il collabore à diverses pièces de théâtre.

## Œuvres
- 1840 : Une chambrée de Savoyards, un tableau, avec Eugène Devaux
- 1842 : Les Quatre quartiers de la Lune, drame-vaudeville en 4 actes, avec Alfred Desroziers
- 1843 : Pendu ou Fusillé, comédie mêlé de chants, avec Eugène Vanel